# Roger Boli
Pour les articles homonymes, voir Boli.
Roger Boli, né le 26 septembre 1965 à Abidjan, est un footballeur franco-ivoirien. Roger Boli détenait le record du nombre de buts du Racing Club de Lens sur une saison en première division avant d'être dépassé par Loïs Openda (21 buts) lors de la saison 2022/2023.

## Biographie

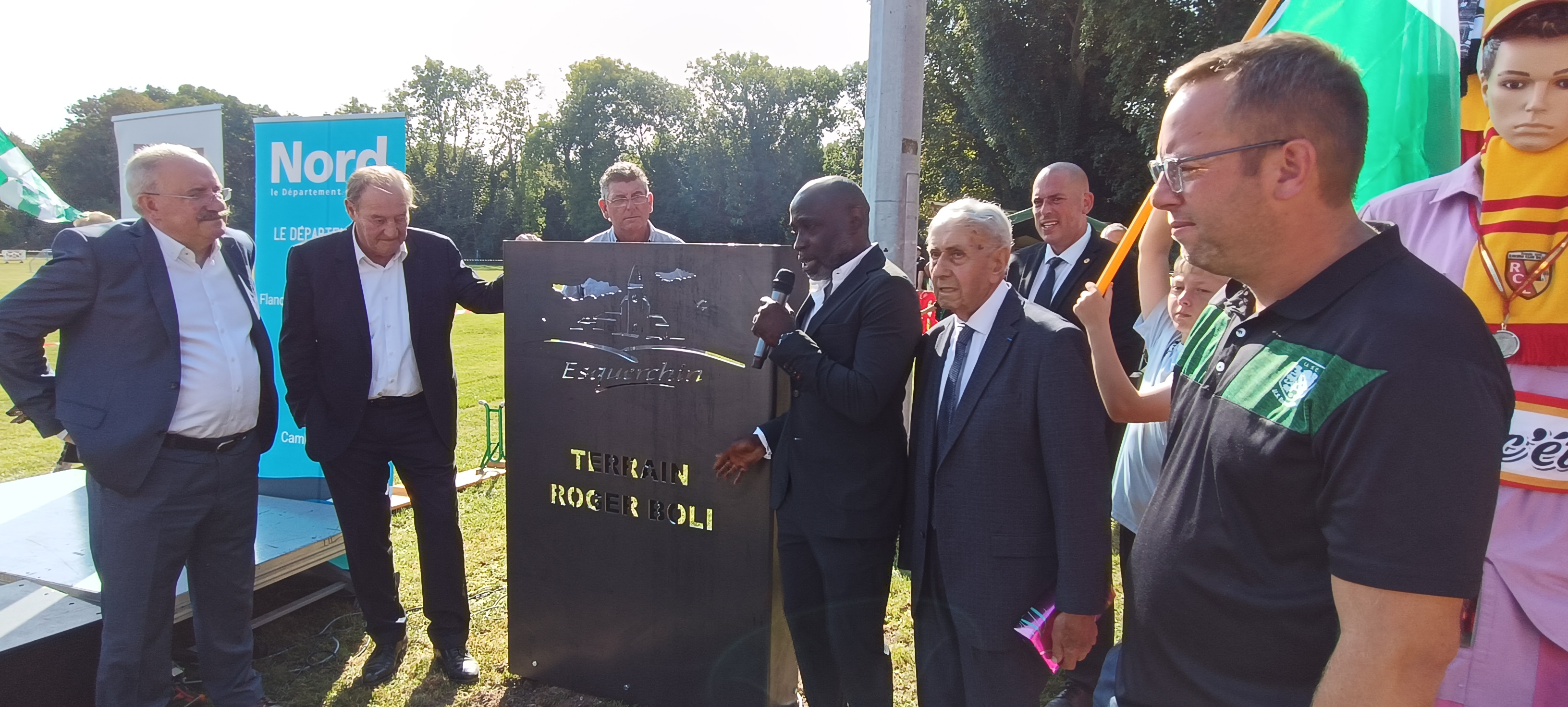
Esquerchin, le 16 septembre 2023. Inauguration du complexe René-Ledieu, ancien maire honoraire ; Thierry Boury, maire en présence de Gervais Martel, Roger Boli et Christian Poiret. Gervais Martel et Roger Boli ont chacun donné, pour la première fois, leur nom à un stade.

Formé à l'AJ Auxerre tout comme son frère cadet Basile Boli, Roger Boli jouait au poste d'attaquant. C'est au Racing Club de Lens qu'il connaît ses plus belles années, finissant notamment meilleur buteur du championnat de France à l'issue de la saison 1993-1994 avec 20 buts en 35 matchs.
À l'inverse de Basile, titulaire plusieurs saisons en équipe de France de football, Roger Boli ne connaît pas de carrière internationale. Jamais appelé en équipe de France A, il n'a jamais pu non plus défendre les couleurs de la sélection de Côte d'Ivoire en raison d'une sélection au sein de l'équipe de France Espoirs, les règlements de la FIFA (qui ont évolué depuis) figeant la nationalité sportive d'un footballeur dès sa toute première sélection, y compris dans une équipe de jeunes. Ce qui est bien dommage pour lui, dans la mesure où il était pressenti pour jouer, en 1991 avec l'équipe de Côte d'Ivoire, cette dernière étant sacrée championne d'Afrique des Nations quelque temps plus tard, en janvier 1992.
Il est aujourd'hui agent du joueur Aly Cissokho, ancien joueur de Lyon. Mais il se fait suspendre 6 mois, à compter du 11 février 2010, accusé par le même Aly Cissokho d'avoir fait un faux mandat,.
En 2022, le magazine So Foot le classe dans le top 1000 des meilleurs joueurs du championnat de France, à la 714e place.
En 2023, il marque un doublé pour le RC Lens lors du match des héros contre « La team UNICEF »

## Vie privée
Frère de l'international français Basile Boli, il a trois fils et une fille: Yohan Boli, Kévin Boli et Charles Boli et Joanna Boli . Charles a notamment signé son premier contrat professionnel avec le Racing Club de Lens le 15 mai 2019.

## Distinctions individuelles
- Meilleur buteur du Championnat de France 1993-1994 avec le RC Lens (20 buts)
- Membre de l'équipe-type de l'année de Championship 1997-1998 avec Walsall FC